# Apolka Erős
Apolka Erős (ur. 29 lipca 1978 w Budapeszcie) – węgierska rzeźbiarka, laureatka nagrody Mihálya Munkácsyego.

## Wykształcenie
W latach 1992–1996 ukończyła budapeszteńskie liceum plastyczne (Képző és Iparművészeti Szakközép Iskola) w klasie Jánosa Meszlényiego, a w latach 1997–2002 Węgierski Uniwersytet Sztuk Pięknych w klasie Ádáma Farkasa uzyskała dyplom artysty rzeźbiarza. Oprócz tego w latach 1999–2002 na wydziale pedagogicznym tego uniwersytetu uzyskała dyplom z rysunku artystycznego i historii sztuki. 

## Stanowiska
- 2014- wiceprzewodnicząca Węgierskiego Towarzystwa Rzeźbiarskiego (Magyar Szobrász Társaság)
- 2012- członkini Węgierskiego Towarzystwa Rzeźbiarskiego (Magyar Szobrász Társaság)[3]

## Nagrody i wyróżnienia
- 2014 „József Attila – Altató” konkurs rzeźby w przestrzeni publicznej; Gödöllő – I nagroda[4]
- 2013 Nagroda Mihálya Munkácsyego
- 2011 Konkurs na pomnik europejskich policjantów, którzy zginęli na służbie – I nagroda Haga, Holandia
- 2008 Konkurs na pomnik Haydna i Esterházyego w Fertődzie, wraz z Tamásem Barázem – I nagroda
- 2007 konkurs MOL LUB, Almásfüzitő – I nagroda
- 2005 I. Nemzetközi Szilikátművészeti Triennálé, (I Międzynarodowe Triennale Sztuki Silikatowej), Kecskemét – II nagroda
  - IV. Kő Kisszobor és Szobrászrajz Biennálé, Rákoshegy (IV Biennale Małych Pomników z Kamienia i Rysunku Rzeźbiarskiego w Rákoshegy) – nagroda MSZT
- Konkurs na pomnik związany z II wojną światową w XVIII dzielnicy Budapesztu, Budapest Galéria – II nagroda
- 2004-2007 państwowe stypendium artystyczne Gyuli Derkovitsa
- 2001 II. Kő Kisszobor és Szobrászrajz Biennálé Rákoshegy 2001, (II Biennale Małych Pomników z Kamienia i Rysunku Rzeźbiarskiego w Rákoshegy 2001) – I nagroda
- XIII. „Arcok és Sorsok” Országos Portré Biennálé („Twarze i Losy” Krajowe Biennale Portretu), Hatvan – I nagroda
- 2000 węgierskie Ministerstwo Obrony Narodowej (Millennium 2000, HM) – nagroda[3]